# Cocheren
Cocheren (fràncic lorenès Kochere) és un municipi francès situat al departament del Mosel·la i a la regió del Gran Est. L'any 2007 tenia 3.395 habitants.

## Demografia

### Població
El 2007 la població de fet de Cocheren era de 3.395 persones. Hi havia 1.427 famílies, de les quals 445 eren unipersonals (168 homes vivint sols i 277 dones vivint soles), 429 parelles sense fills, 440 parelles amb fills i 113 famílies monoparentals amb fills.
La població ha evolucionat segons el següent gràfic:
Habitants censats

### Habitatges
El 2007 hi havia 1.505 habitatges, 1.444 eren l'habitatge principal de la família, 1 era una segona residència i 61 estaven desocupats. 1.047 eren cases i 457 eren apartaments. Dels 1.444 habitatges principals, 683 estaven ocupats pels seus propietaris, 421 estaven llogats i ocupats pels llogaters i 340 estaven cedits a títol gratuït; 1 tenia una cambra, 74 en tenien dues, 349 en tenien tres, 484 en tenien quatre i 536 en tenien cinc o més. 1.131 habitatges disposaven pel capbaix d'una plaça de pàrquing. A 680 habitatges hi havia un automòbil i a 567 n'hi havia dos o més.

### Piràmide de població
La piràmide de població per edats i sexe el 2009 era:
| Homes | Edats   | Dones |
| ----- | ------- | ----- |
| 0     | 95 o +  | 8     |
| 0     | 90 a 94 | 8     |
| 4     | 85 a 89 | 72    |
| 24    | 80 a 84 | 32    |
| 80    | 75 a 79 | 104   |
| 68    | 70 a 74 | 100   |
| 104   | 65 a 69 | 120   |
| 64    | 60 a 64 | 104   |
| 92    | 55 a 59 | 80    |
| 148   | 50 a 54 | 128   |
| 152   | 45 a 49 | 136   |
| 156   | 40 a 44 | 136   |
| 112   | 35 a 39 | 112   |
| 84    | 30 a 34 | 84    |
| 96    | 25 a 29 | 72    |
| 88    | 20 a 24 | 68    |
| 96    | 15 a 19 | 100   |
| 100   | 10 a 14 | 100   |
| 104   | 5 a 9   | 76    |
| 48    | 0 a 4   | 48    |

## Economia
El 2007 la població en edat de treballar era de 2.177 persones, 1.376 eren actives i 801 eren inactives. De les 1.376 persones actives 1.198 estaven ocupades (621 homes i 577 dones) i 180 estaven aturades (90 homes i 90 dones). De les 801 persones inactives 338 estaven jubilades, 157 estaven estudiant i 306 estaven classificades com a «altres inactius».

### Ingressos
El 2009 a Cocheren hi havia 1.443 unitats fiscals que integraven 3.376,5 persones, la mediana anual d'ingressos fiscals per persona era de 15.931 €.

### Activitats econòmiques
Dels 89 establiments que hi havia el 2007, 3 eren d'empreses extractives, 1 d'una empresa de fabricació d'altres productes industrials, 21 d'empreses de construcció, 26 d'empreses de comerç i reparació d'automòbils, 4 d'empreses de transport, 5 d'empreses d'hostatgeria i restauració, 2 d'empreses d'informació i comunicació, 3 d'empreses financeres, 8 d'empreses immobiliàries, 4 d'empreses de serveis, 5 d'entitats de l'administració pública i 7 d'empreses classificades com a «altres activitats de serveis».
Dels 26 establiments de servei als particulars que hi havia el 2009, 1 era una oficina bancària, 1 taller de reparació d'automòbils i de material agrícola, 4 paletes, 3 guixaires pintors, 2 fusteries, 3 lampisteries, 3 electricistes, 1 empresa de construcció, 3 perruqueries, 3 restaurants i 2 agències immobiliàries.
Dels 6 establiments comercials que hi havia el 2009, 1 era una botiga de més de 120 m², 2 fleques, 1 una botiga d'electrodomèstics i 2 floristeries.

## Equipaments sanitaris i escolars
El 2009 hi havia 1 centre de salut i 1 farmàcia.
El 2009 hi havia 1 escola maternal i 2 escoles elementals. Cocheren disposava d'un col·legi d'educació secundària amb 392 alumnes.

## Poblacions més properes
El següent diagrama mostra les poblacions més properes.